# Saint-Denis-lès-Sens
Saint-Denis-lès-Sens (até 2012: Saint-Denis) é uma comuna francesa na região administrativa de Borgonha-Franco-Condado, no departamento de Yonne. Estende-se por uma área de 6,73 km². 
Em 2010 a comuna tinha 711 habitantes (densidade: 105,6 hab./km²).